# Salgótarján
Salgótarján (njem.: Schalgau, slov.: Šalgov-Tarjany), grad na sjeveru Mađarske od 35.811 stanovnika.
Grad je administrativni centar Nogradske županije.

## Zemljopisne karakteristike
Salgótarján leži nedaleko od slovačke granice, u brdovitom kraju, uz obale potoka Tarján.

## Povijest
Najstarije naselje razvilo se u podnožju zamka Salgó iz 13. stoljeća, koji je podignut na bazaltnom brdu visokom 625 metara, danas su samo ostale ruševine. To naselje je napušteno krajem 17. stoljeća, kasnije je ponovno naseljeno ali je ostalo beznačajno sve do 19. stoljeća kad su otkrivene velike količine smeđeg ugljena.
Salgótarján se razvio uz rudnik, u to vrijeme bio je poznat po snažnom radničkom pokretu - koji je bio najborbeniji dio mađarskog radništva.

## Privreda
Salgótarján od industrije ima ljevaonicu željeza, staklaru i tvornice za proizvodnju kućnih uređaja, izolacionih materijala i elektroničke robe.

## Gradovi prijatelji
| - Ujedinjeno Kraljevstvo, Doncaster - Poljska, Gliwice - Slovačka, Banská Bystrica - Slovačka, Lučenec - Finska, Vantaa | - Italija, Vigarano Mainarda - Švedska, Nacka - Francuska, Valenciennes - Rusija, Kemerovo |

## Galerija
- Centar grada
- Panorama grada
- Crkva
- Pogled na grad

## Vanjske poveznice
- Službena stranica Salgótarjána (mađ.)
- Salgótarján na portalu Encyclopædia Britannica (engl.)